# Disastro ferroviario di Hualien
Il disastro ferroviario di Hualien è stato un incidente ferroviario avvenuto il 2 aprile 2021 a Taiwan.
Un treno Taroko Express gestito dalla Taiwan Railways Administration (TRA) è deragliato nella contea di Hualien uccidendo almeno 50 persone e ferendone più di 200. È successo all'ingresso nord del tunnel Qingshui nella sezione di Heren, municipalità di Xiulin, contea di Hualien, Taiwan alle 9:28 del 2 aprile 2021. Al momento dell'incidente, il treno trasportava 488 passeggeri. Il treno a otto carrozze è deragliato in un tunnel a nord della città di Hualien dopo che un camion è caduto da un pendio e si è schiantato contro il treno in movimento.
È l'incidente ferroviario più mortale di Taiwan dall'incendio di un treno nel 1948, il cui bilancio è incerto ma che potrebbe aver ucciso fino a 64 persone.

## Contesto

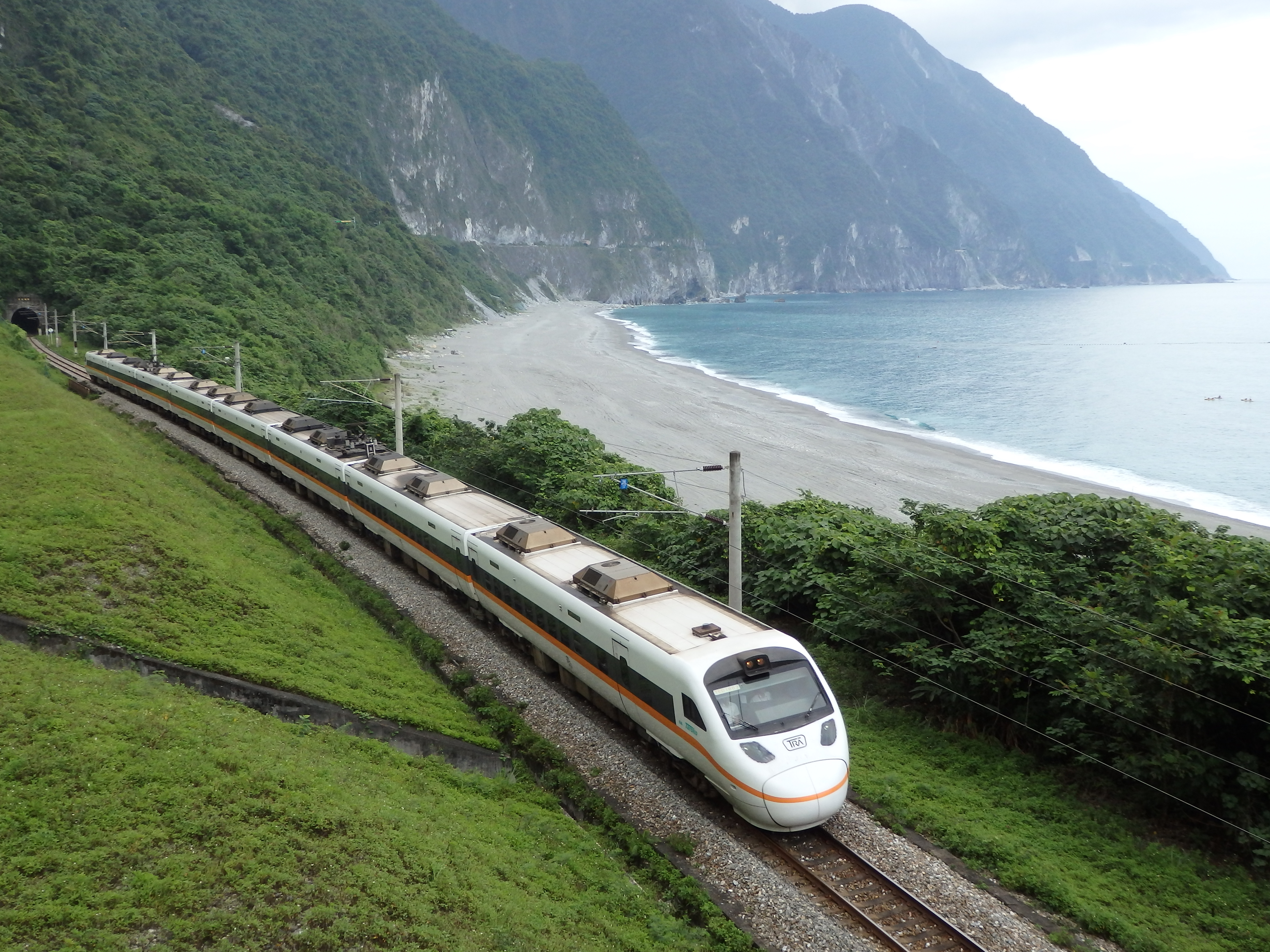
Un treno Taroko Express della Taiwan Railways Administration

Il fine settimana dell'incidente è stato un fine settimana di quattro giorni che includeva la celebrazione del Giorno della Pulizia delle Tombe, ed è tipicamente un periodo di alto traffico, con persone che visitano le tombe di amici e familiari. Molti passeggeri erano in piedi al momento dell'incidente, a causa dell'eccessiva folla sul treno quel giorno.
I convogli del Taroko Express hanno un totale di 376 posti ciascuno. Poiché i treni Taroko Express si inclinano ad alta velocità, causando un'oscillazione tale che i passeggeri potrebbero avere problemi a camminare mentre il treno è in movimento, la TRA originariamente non vendeva biglietti in piedi per questi treni per motivi di sicurezza. Tuttavia, al fine di aumentare l'offerta di biglietti disponibili durante i periodi di forte domanda, la TRA ha iniziato a vendere fino a 120 biglietti in piedi per ciascun convoglio, dopo aver dichiarato di aver eseguito test di sicurezza dettagliati.

## Incidente
Alle 09:28 NST (01:28 UTC), un treno 408 Taroko Express diretto a sud in avvicinamento alla stazione di Chongde è deragliato entrando nel tunnel Chingshui a sud della stazione di Heren e a nord della città di Hualien. Trasportava 488 passeggeri e tre membri del personale in otto carrozze. Secondo i resoconti dei media, il treno è deragliato quando un camion di manutenzione usato nel cantiere di un'autostrada adiacente che non era stato parcheggiato in modo sicuro è caduto sui binari ed è stato colpito dalla parte anteriore del treno. Le persone che camminavano a piedi nella stazione non sono state colpite.
La parte anteriore del treno, i vagoni n. 8 e 7 che hanno urtato il camion quando il treno è entrato nel tunnel, sono stati gravemente deformati. Le restanti auto hanno poi colpito le pareti del tunnel, provocando gravi danni. Si ritiene che i vagoni da 8 a 3 siano rimasti intrappolati nel tunnel quando il treno si è fermato.

## Vittime
Almeno 50 persone sono morte durante l'incidente, tra cui 48 passeggeri, il macchinista e l'assistente, mentre altre 156 sono state portate in ospedale, molte in condizioni critiche. La maggior parte dei morti era si trovava nelle carrozze 7 e 8. Settantadue persone sono rimaste intrappolate nei rottami del treno. Tra i passeggeri c'erano le classi di una scuola elementare e di un'università; tre studenti sono morti e altri trentuno sono rimasti feriti. Un cittadino francese è tra i morti, mentre due cittadini giapponesi e uno di Macao sono tra i feriti.
| Tipo       | Paese/territorio | Morti | Feriti           |
| ---------- | ---------------- | ----- | ---------------- |
| Personale  | Taiwan           | 2     | 1 (il capotreno) |
| Passeggeri | Taiwan           | 44    | 193              |
| Passeggeri | Stati Uniti      | 2     | -                |
| Passeggeri | Francia          | 1     | -                |
| Passeggeri | Giappone         | -     | 2                |
| Passeggeri | Australia        | -     | 2                |
| Passeggeri | Macao            | -     | 1                |
| Passeggeri | Cina             | -     | 1                |
| Totale     | Totale           | 49    | 200              |

## Soccorsi

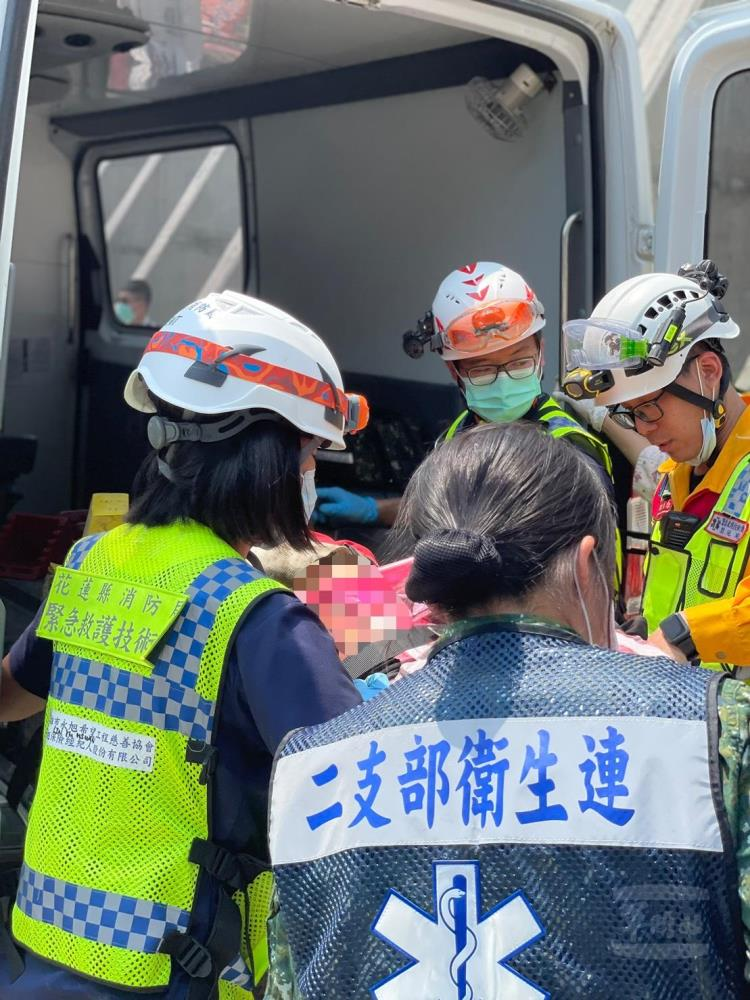
Gli ufficiali medici assistono con il salvataggio

Più di 150 persone del personale di emergenza, inclusi operatori di ricerca e soccorso e membri delle forze armate, sono stati inviati al sito del deragliamento. Oltre 80 persone sono state evacuate dalle quattro carrozze anteriori del treno, mentre le restanti quattro sono state descritte come "deformate" e di difficile accesso.
Tra coloro che hanno visitato il luogo dell'incidente c'erano il ministro dei trasporti e delle comunicazioni Lin Chia-lung e il ministro degli interni Hsu Kuo-yung, insieme ad altri funzionari del governo locale.
Il Taiwan Transportation Safety Board condurrà infine un'indagine.

## Reazioni
L'Istituto americano di Taiwan, l'Ufficio europeo per l'economia e il commercio, John Dennis del British Office Taipei, la Japan-Taiwan Exchange Association e l'ufficio cinese per gli affari e l'Associazione per le relazioni attraverso lo stretto di Taiwan hanno offerto le loro condoglianze.